# Телецко језеро
Телецко језеро (рус. Телецкое озеро) је језеро у Русији. Налази се на територији Републике Алтај. Површина језера износи 223 km².